# Idioma lampung
El Lampung es un idioma perteneciente a la familia de lenguas austronesias. Cuenta con alrededor de millón y medio de hablantes nativos, los cuales pertenecen principalmente al grupo étnico lampung y viven al sur de Sumatra, en la provincia de Lampung (Indonesia). Se divide en dos o tres variedades: lampung api (también llamada pesisir o dialecto A), el lampung nyo (también llamado abung o dialecto O) y el komering. Este último a veces se incluye dentro del lampung api y otras veces se trata como un dialecto completamente separado. El pueblo komering se considera en ocasiones como una etnia separada del pueblo lampung, pero relacionada con él.
Aunque el lampung tiene un número relativamente grande de hablantes, es una lengua minoritaria en la provincia de Lampung, donde vive la mayoría de sus hablantes. La preocupación por su supervivencia ha llevado al gobierno provincial a fomentar la enseñanza de la lengua y de la escritura lampung en la educación primaria y secundaria de la provincia.

## Genealogía
El lampung forma parte de la rama malayo-polinesia, la cual a su vez pertenece a la familia lenguas austronesias, aunque su posición dentro de la malayo-polinesia es difícil de determinar. El contacto lingüístico a lo largo de siglos ha desdibujado la línea entre el lampung y el malayo, hasta el punto de que fueron agrupados en la misma subfamilia en obras más antiguas, como la de Isidore Dyen en 1965.

## Demografía y estatus
Al igual que otros idiomas regionales de Indonesia, el lampung no está reconocido como idioma oficial en ningún lugar del país y, como tal, se utiliza principalmente en situaciones informales. El lampung se utiliza ampliamente en las zonas rurales donde el grupo étnico lampung es mayoritario. Un gran porcentaje de hablantes en estas zonas utilizan casi exclusivamente el lampung en casa, pero emplean el indonesio en ocasiones más formales. En el mercado donde se encuentran personas de diferentes orígenes, se utiliza una mezcla de idiomas, incluida la lengua franca local, el malayo de Palembang.
En la década de 1970, aunque el lampung estaba bastante vivo en las zonas rurales, los jóvenes de las ciudades ya preferían utilizar el indonesio. En líneas generales, parece haber una tendencia a la diglosia en las comunidades bilingües de Lampung, en las cuales el indonesio se utiliza cada vez más en ámbitos tradicionalmente asociados con el uso de la lengua lampung.
Desde principios del siglo XX, la provincia de Lampung ha sido un destino importante para el programa de transmigración, que traslada a personas de las islas más densamente pobladas de Indonesia (entonces Indias Orientales Holandesas) a las menos densamente pobladas. El programa se detuvo durante un interludio tras el estallido de la Segunda Guerra Mundial, pero el gobierno lo reanudó varios años después de la independencia de Indonesia.
A mediados de la década de 1980, el pueblo lampung se había convertido en una minoría en su propia provincia, representando no más del 15% de la población, frente al 70% en 1920. Este cambio demográfico también se refleja en el uso del idioma: el censo de 1980 informó de que el 78% de la población de la provincia eran hablantes nativos de javanés, sondanés, madurés o balinés. Como un esfuerzo por mantener la lengua indígena y "para ayudar a definir la identidad y el símbolo cultural de Lampung", el gobierno regional de Lampung ha convertido el lampung en una asignatura obligatoria para todos los estudiantes que asisten a instituciones de educación primaria y secundaria de toda la provincia. La universidad estatal de Lampung imparte un programa de maestría en estudio del lampung. La universidad también tuvo un título asociado en el estudio del lampung, pero el programa se suspendió temporalmente en 2007 debido a un cambio en la regulación. Sin embargo, la universidad ha anunciado un plan para lanzar una licenciatura en filología lampung para 2019.

## Sistema de escritura
La escritura latina (con ortografía indonesia) se utiliza generalmente para materiales impresos en el idioma. Sin embargo, tradicionalmente, el lampung se escribe en escritura rencong, un alfasilabario, que recibe el nombre de aksara lampung (en indonesio) o had lampung (en lampung). Tiene 20 caracteres principales y 13 signos diacríticos. Esta escritura es muy similar a los alfabetos kerinci, rejang y similares, utilizados por los grupos étnicos vecinos en el suroeste de Sumatra. La escritura rencong, junto con otros sistemas de escritura tradicionales de Indonesia como la escritura javanesa, desciende de la escritura kawi, que pertenece a la familia de escrituras bráhmicas, procedentes de la India.
A fecha de 2021, la escritura lampung aún no se había incluido en el estándar Unicode.